# Marquesado del Castillo del Valle de Sidueña
El marquesado del Castillo del Valle de Sidueña es un título nobiliario español que el rey Carlos IV, concedió el 14 de julio de 1797 a Luis Ponce de León y López de Morla.
Su nombre se refiere al castillo de Doña Blanca, construido en el siglo XV y situado en las ruinas de la ciudad fenicia de Doña Blanca, en el pago de Sidueña de El Puerto de Santa María.

## Titulares
|                        | Titular                                                      | Periodo                |                        |
| Creación por Carlos IV | Creación por Carlos IV                                       | Creación por Carlos IV | Creación por Carlos IV |
| ---------------------- | ------------------------------------------------------------ | ---------------------- | ---------------------- |
| I                      | Luis María de Guadalupe Ponce de León y Morla                | 1797-1804              |                        |
| II                     | Francisco de Asís Ponce de León y Ponce de León              | 1804-c. 1828           |                        |
| III                    | Luis Ponce de León y Torres                                  | ¿?-1834                |                        |
| IV                     | Francisco de Asís Ponce de León y Fernández de Villavicencio | 1847-1887              |                        |
| V                      | Juan Manuel Ponce de León y Gordon                           | 1888-1894              |                        |
| VI                     | Francisco de Asís Ponce de León y León                       | 1894-c. 1920           |                        |
| VII                    | Inés Ponce de León y Criado                                  | 1920-c. 1956           |                        |
| VIII                   | Diego de León y Ponce de León                                | 1956-2003              |                        |
| IX                     | Diego de León Palomeque de Céspedes                          | 2003-actual titular    |                        |

## Marqueses del Castillo del Valle de Sidueña

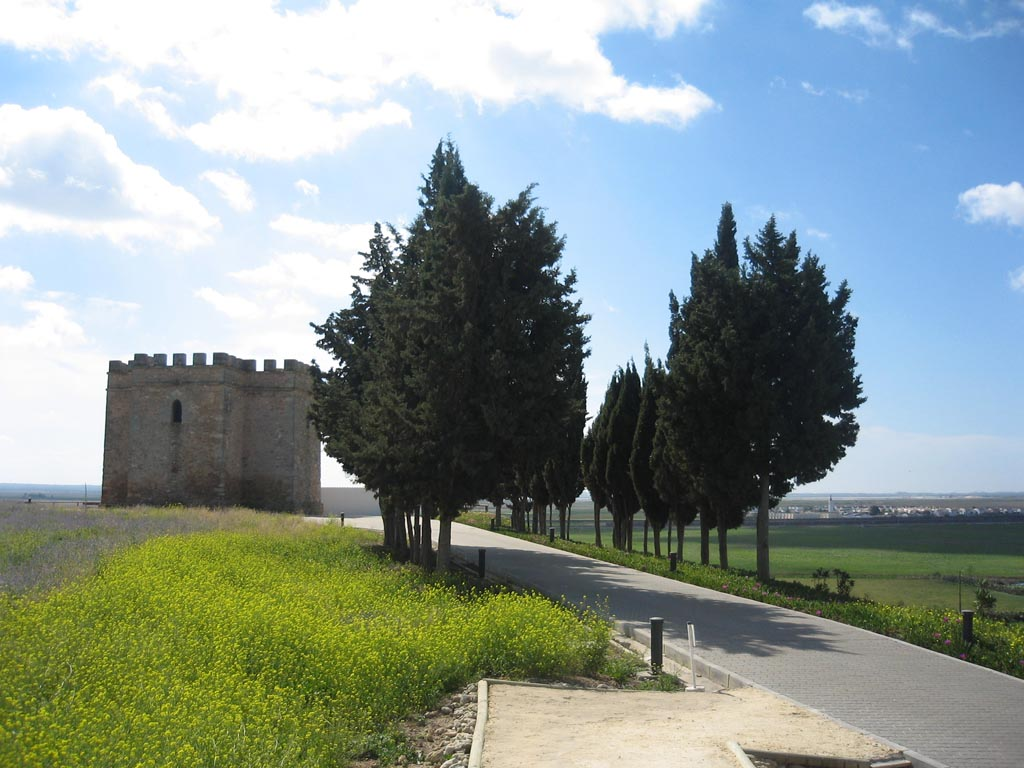
Castillo de Doña Blanca.

- Luis María de Guadalupe Ponce de León y Morla (Jerez de la Frontera, 20 de mayo de 1736-ibid, 14 de octubre de 1804),[2] I marqués del Castillo del Valle de Sidueña,[1][3][2] caballero de la Orden de Alcántara, alcalde mayor honorario de Jerez de la Frontera, Maestrante de Ronda y procurador en Cortes.[2] Era hijo de Francisco José Luis Ponce de León y de la Cerda y de su esposa, su prima Leonor María del Rosario Morla, hija de Diego Antonio López de Morla y Villavicencio y de Margarita Vint de la Cerda.[3] «Por Real decreto de 5 de abril de 1797 le fue hecha merced por Su Majestad, a consulta de la Cámara, de título de Castilla, revalidándole la gracia hecha a su bisabuelo, Juan Núñez de la Cerda, despachándosele la Real Carta el 14 de julio del mismo año».[4]

Se casó en primeras nupcias en Jerez de la Frontera el 31 de julio de 1755 con Catalina Ana Ponce de León, hija de Francisco José Ponce de León y de la Cerda y de Leonor María Luisa Ponce de León y Torres y viuda de Pedro Esteban Ponce de León. En segundas nupcias, contrajo matrimonio el 12 de mayo de 1768 con su consuegra, Urraca de Anaya y Arias de Saavedra, suegra de su hijo y sucesor, Francisco. Le sucedió su hijo del primer matrimonio:
- Francisco de Asís Ponce de León y Ponce de León (n. Jerez de la Frontera, 28 de mayo de 1756-después de 1828),[5] II marqués del Castillo del Valle de Sidueña,[1][6] alcalde corregidor de Jerez de la Frontera, alguacil mayor del Santo Oficio.[6] y veinticuatro de Jerez de la Frontera.[5]

Contrajo matrimonio en Jerez de la Frontera el 24 de febrero de 1775 con su prima, Francisca de Paula Torres y Anaya, hija de Tello de Torres Anaya y de Urraca de Anaya y Arias de Saavedra, que se convertiría en la segunda esposa del I marqués. Le sucedió su hijo:
- Luis Ponce de León y Torres (baut. Jerez de la Frontera, 7 de mayo de 1777-ibid., 22 de agosto de 1834), III marqués del Castillo del Valle de Sidueña[8][9][1] y veinticuatro de Jerez y maestrante de Ronda.

Se casó con María de la Consolación Fernández de Villavicencio y de Cañas. Le sucedió su hijo el 28 de octubre de 1847:
- Francisco de Asís Ponce de León y Fernández de Villavicencio (Jerez de la Frontera, 27 de junio de 1808-Sevilla, 20 de diciembre de 1887), IV marqués del Castillo del Valle de Sidueña,[10][1] senador vitalicio del Reino,[11] caballero de la Orden de Malta|Orden de San Juan de Jerusalén, caballero gentilhombre de S.M., maestrante de la Real de Ronda, maestrante de Sevilla en 1832, diputado provincial y alcalde de Jerez de la Frontera.[10]

Se casó en Jerez de la Frontera el 5 de mayo de 1833 con Josefa Gordon Beigbeder, hija de Juan David Gordon Boyo, vicecónsul de S.M. británica, y de María del Carmen Beigbeder. Le sucedió su hijo en 21 de noviembre de 1888.
- Juan Manuel Ponce de León y Gordon (Jerez de la Frontera, 4 de diciembre de 1835-Sevilla, 16 de abril de 1894), V marqués del Castillo del Valle de Sidueña,[1] y maestrante de Sevilla.[12]

Contrajo matrimonio en Córdoba el 12 de mayo de 1863 con Inés de León y Muñoz-Cobo, hija de Pedro Antonio de León y Navarrete, caballero de la Orden de Calatrava, y de Inés Muñoz-Cobo y Prado, sobrina de Diego de León y Navarrete, I conde de Belascoaín. Le sucedió su hijo en 22 de octubre de 1894.
- Francisco de Asís Ponce de León y León (Córdoba, 12 de abril de 1864-c. 1920), VI marqués del Castillo del Valle de Sidueña[1][13][14]

Se casó el 11 de julio de 1888 con Eloisa Criado Castuera. Fueron padres de dos hijas, Inés, que sucedió en el título el 31 de diciembre de 1920, y María Rafaela Ponce de León y Criado, casada con Emilio Rincón Jiménez, II conde de Monte Real. En 31 de diciembre de 1920 le sucedió su hija.
- Inés Ponce de León y Criado (5 de febrero de 1889-c. 1956), VII marquesa del Castillo del Valle de Sidueña[1][13]

Contrajo matrimonio con Emilio de León y Primo de Rivera, hijo de Diego de León y Muñoz-Cobo y de Josefa Primo de Rivera y Williams. Le sucedió su hijo:
- Diego de León y Ponce de León, VIII marqués del Castillo del Valle de Sidueña.[15]

Se casó en 1950 con Luisa Carlota Palomeque Mariscal.
- Diego de León Palomeque de Céspedes, IX marqués del Castillo del Valle de Sidueña.[17] Actual titular. Casado con Ana María de Lara y Nieto, padre de una hija, Ana de León y de Lara.